# Могильовський обласний драматичний театр
Могильовський обласний драматичний театр (біл. Магілёўскі абласны драматычны тэатр, рос. Могилёвский областной драматический театр) — обласний драматичний театр у місті Могильові, головна театральна сцена області.

## Загальні дані
Театр розташований у історичній театральній будівлі в центральні частині Могильова за адресою:
вул. Первомайська, 7, м. Могильов (Республіка Білорусь).
Директор театру — Андрій Федорович Новиков.

## З історії театру

### Від початків і до 1954 року
Вперше ідею про створення постійної театральної сцени у стаціонарному приміщенні в Могильові було висунуто ще у 1880-х роках. Місце під театр обирали ретельно, відтак вибір було зроблено на майдані біля Муравйовського скверу, в бік Дворянської вулиці, щоб поєднати задуману величну будівлю театру з оточуючим простором і «вписати» у розташований поруч міський сад.

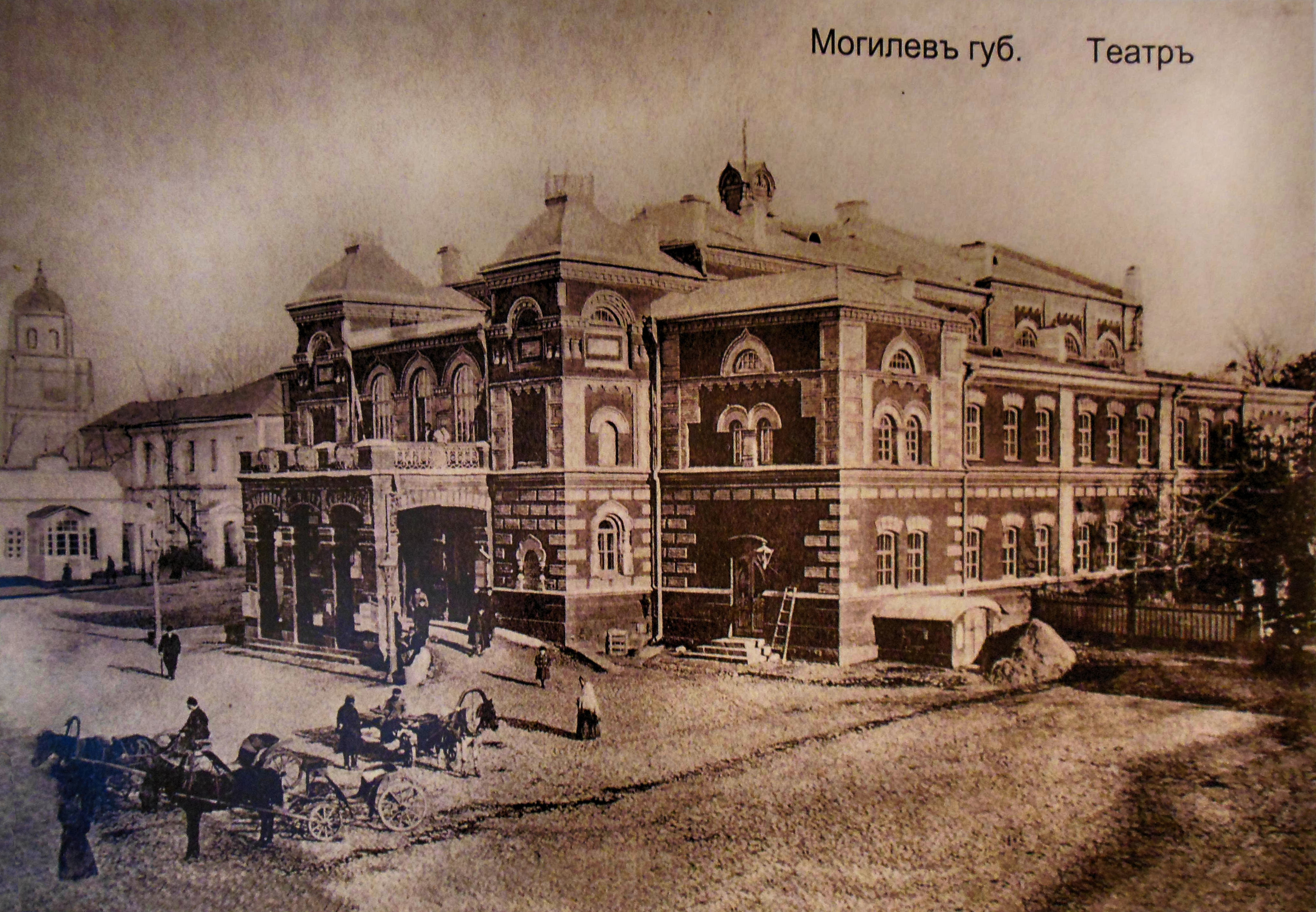
Могильовський театр, стара світлина

У травні 1888 року будинок театру, після освячення, було урочисто передано у подарунок місту. А вже 15 травня в міському театрі відбулась перша любительська вистава, на яку чимало бажаючих не змогло потрапити через миттєвий продаж квитків.
Потому в цьому приміщенні виступали численні гастролюючі трупи, а також протягом окремих періодів могильовські театральні колективи. Загалом наприкінці XIX — на початку XX століть на могильовській сцені дали понад 4 000 вистав, тут виступали, як відомі артисти, так і самодіяльні.
Так, у період від 1928 до 1939 року в Могильовському театрі працював відомий білоруський актор, режисер, талановитий організатор культурного життя В. Кумельський зі своєю трупою. Йому вдалося першому в Білорусі організувати Російський театр, що згодом був переведений до Мінська.
Під час II Світової війни будівля театру спорожніла. Лише в серпні 1944 року зі звільненням від німецько-фашистських загарбників Білоруського Полісся стала потроху збиратися трупа Поліського обласного драматичного театру імені Я. Купали, і театральне життя Білорусі почало відновлюватися.
А наприкінці листопада 1945 року до Могильова перевели трупу Гомельського обласного російського драматичного театру, однак у березні 1949 року цей колектив розформували, і більшість членів творчого колективу перебралися у Брестський обласний драматичний театр. Відтоді аж 1953 року приміщення театру в Могильові лишалось без постійного господаря, зрідка приймаючи гастролерів, а у перервах завдяки міській владі підтримуючи будівлю в належному стані.

### Відновлення діяльності
Лише 1954 року з переведенням до Могильова Пінського обласного драматичного театру, у Могильові запрацював стаціонарний театральний заклад, що відтоді носить назву Могильовський обласний драматичний театр. Офіційно нове відкриття театру відбулося 29 жовтня 1954 року прем'єрним показом вистави «Ярослав Мудрый» українського драматурга І. Кочерги.
У 2-й половині 1950-х років репертуар колективу розширювався, з'явились перші гастролі. У вересні 1955 року в театр прийшов режисер і актор А. П. Раєвський. Віддавши закладу 25 років режисерської праці, він поставил 40 спектаклів, кожний з яких ставав подією культурного життя міста. Серед яскравих постановок драматурга — п'єси білоруських драматургів: «Это было в Могилеве» Є. Тарасова, «Три дня и три ночи», «Амнистия», «Последняя инстанция» М. Матуковського, «Не грусти, Верочка» А. Макаєнка тощо. Ставились у цей час і твори російської та зарубіжної класики: «Дядя Ваня» А. Чехова, «Горячее сердце» О. Островського, «Коварство и любовь» Ф. Шіллера, «Миллионерша» Б. Шоу. З братніх російської та української сучасної драматургії з успіхом йшли спектаклі: «В добрый час!» В. Розова, «Июнь — начало лета» Ю. Эдліса, «Антонина» Н. Анкіна, «Голубі олені» О. Коломійця, «День отдыха» В. Катаєва і чимало інших.
Творче обличчя театру в цей період, а на кінець 1960-х його творчий колектив уже був провідним, визначали такі яскраві особистості і професіоналт: М. Берьозкін, З. Молчанова, А. Рудаков, народний артист РСФСР Н. Родіонов та його дружина, заслужена артистка Карельської АРСР Н. Федяєва тощо.
Після того, як з театру пішов головний режисер В. Шутов, творчий колектив Могильовського драмтеатру пережив певний період творчих пошуків, за цей час на чолі закладу стояло декілька режисерів, які різнилися за підходами до роботу театру.
За період від 1962 по 1970 рік у Могильовському обласному драматичному театрі було поставлено 10 білоруських п'єс: Є. Тарасова, І. Ісаченка, Л. Караїчева, твори І. Шамякина, А. Мовзона, Н. Матуковського тощо.
Значний творчий підйом колектив пережив у 1970—1980-і роки. Оригінальне прочитання на сцені знайшли твори Я. Купали, В. Бикова, А. Петрашкевича, А. Делендика. Зокрема, принциповим успіхом театру став спектакль «Павлинка» (1971), новаторськи цікавою (як перша спроба постановки прози Ваіля Бикова) стала вистава «Сотников» (за однойменною повістю автора, 1972 рік). Це період плідної діяльності головного режисера театру Ю. Мироненка.
У 1980-х продовжувався сплав діяльності досвідчених корифеїв могильовської сцени (Н. Родіонов, заслужені артисти БРСР В. Гусєв та Н. Федяєва), так і талановитої та амбітної молоді — М. Якимова, Олена Дудич, А. Бобровський, О. Міхєєва, Ю. Рудаков, Г. Лобанок тощо.
1990-ті стали часом випробовувань для Могильовського облдрамтеатру. Йдучи за глядацьким попитом, у цей час на сцені переважно демонструвались мелодрами і комедії: «Блез» К. Маньє, «Река на асфальте» Д. Ліпскерова, «Невеста из Парижа» В. Константинова і Б. Рацера, «И слезы, и любовь» П. Турині, «Лаура» Г. Ару, «Жиды города Питера, или Невеселые рассказы при свечах» Б. і А. Стругацьких та інші.
На початку 1990-х років прийшло у занепад приміщення театру, відтак у лютому 1992 року його було закрито на реконструкцію, яка виявилась доволі тривалою. Колектив у цей час перебрався у сусіднє приміщення — розташований навпроти колишній Дім політпросіти (на Театральній площі), й ділив непридатну глядацьку залу з Могильовською обласною філармонією.
У ці роки найпопулярнішими стали постановки за зарубіжною класикою (загалом 11 назв), найвдалішими серед яких були: «Изобретательная влюбленная» Л. де Веги, «Ричард III» В. Шекспіра, а також за зарубіжною сучасною драматургією — «Венчание» Ж. Ануя, «Свободная пара» Д. Фо. А спектакль «Если бы я знала, что ты придешь, то испекла б для тебя пирог» Б. Слейда дотерер (2000-ні) не сходить з могильовських підмостків, не в останню чергу, завдяки натхненній грі Є. Дудича і А. П'янзина.
Від 2000 року на солі театру став Андрій Новиков.

## Чинний репертуар, акторський склад і діяльність
За понад 50 років після відновлення діяльності (1954) на сцені Могильовського обласного драматичного театру було поставлено близько 350 вистав, частина з яких стала значним досягненням білоруського театрального мистецтва.
Чинна афіша могильовського драмтеатру здатна задовольнити найвибагливіші смаки театралів. У основі репертуару сьогодні — сучасна драматургія, але представлена і класика — О. Островський, М. Горький, А. Чехов, Я. Купала та інші. Та найбільш востребуваною стала сучасна російськомовна драматургія місцевих білоруських авторів, яка займає близько чверті актуального репертуару. Зарубіжна класика представлена такими спектаклями: «Турандот» К. Гоцці «В открытом море» С. Мрожека, «Трёхгрошовая опера» Б. Брехта, «Шестеро персонажей в поисках автора» Л. Піранделло.
З нещодавніх цікавих творчих пошуків могильовців — проект «Шекспир company.by», що пропонує увазі публіки виставу «Все пьесы Вильяма Шекспира» у постановці режисера Яцека Пацохи (Польща) — явно комедійно-пародійне дійство у стислій формі колажу відтворює окремі епізоди та сюжентні лінії й повороти усіх 37 п'єс великого Шекспіра.
У теперішній час Могильовський театр співробітничає з різними режисерами — Я. Натаповим, А. Гарцуєвим, Віктором Куржаловим (чинний, 2009, режисер-постановник) та іншими.
Є в репертуарі й постановки для дітей — за казками.
Загалом щороку Могильовський обласний драматичний театр готує на своїй сцені 5-7 прем'єр, як правило третина за білоруською драматургією.
Корифеї могильовського театру — заслужені артисти Білорусі З. Бурцева, Г. Білоцерківський, заслужений артист Росії А. Палкін, заслужена артистка Башкортостану Л. Клименко та інші.
Могильовський облдрамтеатр проводить активну гастрольну та фестивальну діяльність. На театральному фестивалі «Сакавіца»-2001 у Молодечно Гран-прі отримала могильовська вистава «Тристан и Изольда» С. Ковальова. А від 2006 року творчий колектив могильовського театру драми є організатором і «домашньою» сценою оригінального молодіжного театрального форуму «M.art-контакт» — перше Гран-прі ідсталось господарям фестивалю за спектакль «Я твоя невеста» В. Астаф'єва.
При обласному театрі в Могильові працює театр-студія для підростаючого покоління, яка найчастіше приймає учнів Могильовського училища культури ім. Крупської.

## Виноски
1. ↑  Європейська театральна архітектура — Arts and Theatre Institute.
2. ↑  Адміністративний цех на Офіційна вебсторінка Могильовського обласного драматичного театру (рос.)
3. ↑  Історія Могильовського театру Драми. Частина 11.[недоступне посилання з липня 2019] на Офіційна вебсторінка Могильовського обласного драматичного театру [Архівовано 23 вересня 2009 у Wayback Machine.] (рос.)